# Jean-Claude Caron (acteur)
Pour les articles homonymes, voir Jean-Claude Caron et Caron.
Jean-Claude Caron, né le 14 février 1944 à Arras et mort le 5 juin 2021 à Cahors (Lot), est un acteur français. Il est principalement connu pour son interprétation du rôle de Borelli dans la série Navarro.

## Biographie
Né en 1944, il est élève de René Simon et de Philippe Brigaud.
En 1969, il rejoint la compagnie de Jean-Louis Barrault et y joue dans Rabelais et Jarry sur la butte à l'Élysée Montmartre.
De 1994 à 2005, il joue dans la série Navarro.
Il meurt le 5 juin 2021 à l'âge de 77 ans à Cahors (Lot), et est inhumé à Aujols.

## Filmographie
- 1989 : Manon Roland (téléfilm)
- 1990 : Le Pitre (téléfilm)
- 1993 : Un crime  de Jacques Deray  (cinéma)
- 1997 : Soleil de Roger Hanin
- 1997-1999 : Maître Da Costa
- 1994-2007 : Navarro (série TV)
- 2010 : Potlatch de Carole Garrapit (court métrage)
- 2012 : Section de recherches
- 2013 : Joséphine, ange gardien (épisode Tango) : Ernesto
- 2013 : Lalla Fadhma N'Soumer de Belkacem Hadjadj